# Садюков, Николай Иванович
Николай Иванович Садюков (3 января 1940, село Ковали (чув. Кавал), Урмарский район, Чувашская АССР) — живописец, график, реставратор, музейный работник, главный хранитель Чувашской государственной художественной галереи, директор Чувашского государственного художественного музея, заслуженный работник культуры Российской Федерации, заслуженный работник культуры Чувашской Республики.

## Биография
Обучался в Чебоксарском художественном училище (1955—1960).
Работал чертёжником в институте «Чувашгражданпроект», реставратором во Всероссийском художественном научно-реставрационном центре имени И. Э. Грабаря в Москве, главным хранителем Чувашской государственной художественной галереи, с 1985 года директором Чувашского государственного художественного музея (ЧГХМ). Благодаря его неустанной деятельности и тесной связи с ведущими коллекционерами страны в музее собраны представительные коллекции произведений художников России XIX-XX веков, художников советского периода, мастеров чувашского изобразительного искусства. Он также является художником-реставратором высокой квалификации, вернувшим к жизни многие полотна выдающихся мастеров прошлого.
С 2003 года — заведующий Мемориальным музеем-квартирой М. С. Спиридонова.
Автор более 40 публикаций: буклетов и каталогов выставок, статей по вопросам искусства, книги и альбомов. С 2000-х годов занимается исследованиями по истории Чувашского государственного художественного музея и его коллекций. 
Сын Андрей Садюков — директор Чебоксарской детской художественной школы № 4, художник и педагог. 

## Творческая деятельность
Член Союза художников России с 1983 года. Участник республиканских, зональных, всероссийских выставок. Как график и живописец, успешно выступал на выставках страны с оригинальными пейзажами, натюрмортами, портретами. Персональные выставки произведений были приурочены к 50-летию со дня рождения, 30-летию творческой деятельности художника. 
Живописные и графические произведения Н. И. Садюкова находятся в собрании Чувашского государственного художественного музея.

## Основные публикации
1. Выставка произведений молодых художников Чувашии. Каталог. Чебоксары, 1967.
2. И.Т. Григорьев. Каталог выставки. Чебоксары, 1972.
3. Чувашия – республика моя. Каталог выставки. Чебоксары, 1974.
4. 30 лет Победы. Каталог выставки. Чебоксары, 1975.
5. Анатолий Иванов (1938–1977). Каталог выставки. Чебоксары, 1978.
6. А.М. Тагаев-Сурбан. Каталог выставки. Чебоксары, 1979.
7. А.А. Кокель. Каталог выставки. Чебоксары, 1980 (в соавт.).
8. В семье единой. Выставка художников Чувашии к 60-летию СССР. Каталог. Чебоксары, 1982.
9. 50 лет Союзу художников Чувашии. Каталог выставки. Чебоксары, 1985.
10. В.Д. Чураков. Каталог выставки. Чебоксары, 1987.
11. Чувашский государственный художественный музей. Комплект открыток. Вып. I. Изд-во «Советский художник». М., 1991 (вступ. статья, сост.).
12. Мемориальный музей-квартира М. С. Спиридонова. Буклет. Чебоксары, 2004.
13. О чем поведала фотография // Народная школа. 2004. № 4.
14. Алексей Афанасьевич Кокель (к 125-летию со дня рождения) // Народная школа. 2004. № 6.
15. Душа, преданная красоте (об искусствоведе А. Г. Григорьеве) // Ялав. 2004. № 12 (на чув. яз.). 
16. Волнующий образ // Народная школа. 2004. №4. 
17. Мир художника (образ М.С. Спиридонова в изобразительном искусстве) // ЛИК. 2005. №3.
18. Садюков Н.И. Приумножая коллекцию. Записки музейного работника — Чебоксары: Чув. кн. изд-во, 2011 г. 
19. Мемориальный музей-квартира М.С. Спиридонова. Каталог. Живопись, скульптура, графика,декоративно-прикладное искусство. Чебоксары, 2014.  128 с: илл. 
20. Садюков Н.И. Творящие прекрасное. Статьи, очерки о художниках. Чебоксары, 2013. – 208 с.: ил. 
21.

## Основные художественные произведения
- Берёзки.
- серия «Москва»,
- серия «Памятники старины Чебоксар»
- серия «Строительство завода промтракторов»,
- серия «Село моё родное — Ковали»
- цикл «Любимая деревня»
- Край родимый»
- Пейзаж с машиной»,
- Натюрморт с чувашским шыбыром»
- Весенний мотив»,
- Ранняя весна»,
- Весна. Первая зелень»,
- Майский день
- Шоршелы, Весна
- Осеннее поле
- Сентябрь
- Окраина деревни Чандрово
- Пейзаж с красным домом
- Вечер над Волгой
- Сенокосная пора
- К празднику
- Моя родина

## Награды и звания
Заслуженный работник культуры Чувашской Республики (1982)
Заслуженный работник культуры Российской Федерации (2001)